# The uses of literacy
The Uses of Literacy. Aspects of Working-Class Life es un libro publicado en 1957, escrito por el investigador británico Richard Hoggart. Tanto el texto como su autor se consideran pilares de lo que más tarde sería el campo de los estudios culturales.
La importancia de este trabajo radica no sólo en tener como objeto de estudio a la clase obrera inglesa -algo poco habitual en ese momento- sino también en su mezcla de metodologías, pues recurre al análisis etnográfico, al ensayo y a la autobiografía.
Con este libro, Hoggart buscaba desacreditar la idea imperante en la Inglaterra de la posguerra de una sociedad "sin clases" (classlessness). Si bien el texto reconoce que la clase trabajadora vio una mejora en su calidad de vida -mayor acceso a bienes y servicios-, el libro afirma que estas nuevas condiciones no significan que la sociedad británica la haya aceptado plenamente. Así, las condiciones de alienación y marginación siguen siendo la regla e incluso se ven acrecentadas por el consumo de la cultura de masas.
En el mundo hispanoparlante es común referirse a este texto por su título original en inglés ya que la primera versión en español, bautizada como La cultura obrera en la sociedad de masas, fue publicada hasta 2013 por la editorial Siglo XXI.

## Síntesis
El libro centra su atención en el cambio cultural que el autor percibe en la clase obrera inglesa entre la década de 1920 y 1950. Para ello, Hoggart analiza publicaciones masivas como novelas pupulares, pulp fiction y periódicos que ofrecen un panorama de dichas transformaciones.
Hoggart no considera que en el pasado la cultura urbana obrera fuera más "auténtica", sino que, por diversas razones, los medios masivos de comunicación de ese momento son más eficaces, globales y centralizados que antes, por lo que su influencia es mayor y las transformaciones que producen en la clase trabajadora eran más notorias. A pesar de ello, el texto acepta que la cultura obrera mantenía rasgos característicos: ritos, valores, creencias y lenguaje particulares.
En la primera parte, Hoggart define a su objeto de estudio, haciendo uso, entre otros recursos, de sus propias experiencias como parte de una familia obrera de Leeds, en el norte de Inglaterra. En estos primeros capítulos se describe y analiza lo que el autor considera "el viejo orden": la institución familiar obrera -sus costumbres, la figura paterna y materna- así como la forma de ordenar la vida, y los espacios que le son propios, como la casa y el barrio.
En la segunda parte, The Uses of Literacy presenta las nuevas formas asumidas por la clase obrera en la década de 1950 a partir de la influencia de la cultura de masas. Para ello, Hoggart hace un análisis empírico de diversas publicaciones masivas.

## Influencia de la obra en la cultura popular
Más allá de sus aportaciones al campo académico, The Uses of Literacy impactó a la cultura popular al inspirar el nombre de la banda de indie rock estadounidense Death Cab for Cutie. Cuando la editorial consultó a un abogado antes de publicar el libro, éste encendió las señales de alarma por las posibles demandas que recibirían todos los involucrados en el proyecto por usar los nombres y pasajes de ciertas publicaciones populares. De esta forma, Hoggart, quien no estaba dispuesto a eliminar las referencias al consumo de pulp fiction, se dedicó a inventar pasajes y títulos de historias aparecidas en este tipo de revistas. 
Uno de esos títulos es Death-Cab for Cutie Aim Low, nombre que sería usado parcialmente por la banda de rock satírico Bonzo Dog Doo Dah Band para bautizar a una de sus canciones: Dead Cab for Cutie. Bonzo Dog Doo Dah Band interpreta esta canción en la película de los Beatles, Magical Mystery Tour cuando la banda se presenta en un club de desnudismo, esto por influencia de George Harrison, quien admiraba la obra de Hoggart.
The Uses of Literacy también jugó un papel importante en la concepción de Coronation Street, ya que gracias al libro, Tony Warren, creador de esta serie británica, se dio cuenta de que era posible escribir historias dramáticas sobre la clase obrera inglesa con interés y profundidad.

## Lista de ediciones principales
- The Uses of Literacy. Aspects of Working-Class Life, 1957, Chato & Windus. ISBN: 2707301175[1]
- The Uses of Literacy. Aspects of Working-Class Life, 1958, Pelican Books. ISBN: 0140204318.[10]
- La Culture du pauvre : Etude sur le style de vie des classes populaires en Angleterre, 1970, Les Éditions de Minuit. ISBN: 2707301175.[11]
- The Uses of Literacy. Aspects of Working-Class Life. Con comentario de Simon Hoggart, introducción de Lynsey Hanley y entrevista a Richard Hoggart, 2009, Penguin Books en asociación con Chatto & Windus. ISBN: 978-0-14-119180-5[1]
- La cultura obrera en la sociedad de masas, 2013, Siglo XXI Editores. ISBN: 9789876292993.[12]
- The Uses of Literacy (ebook), 2017, Routledge. ISBN: 1351302035.[13]